# Xylosandrus
Xylosandrus är ett släkte av skalbaggar. Xylosandrus ingår i familjen vivlar.

## Dottertaxa tillXylosandrus, i alfabetisk ordning[1]
- Xylosandrus abruptoides
- Xylosandrus abruptulus
- Xylosandrus adherescens
- Xylosandrus arquatus
- Xylosandrus assequens
- Xylosandrus ater
- Xylosandrus borealis
- Xylosandrus brevis
- Xylosandrus butamali
- Xylosandrus compactus
- Xylosandrus corthyloides
- Xylosandrus crassiusculus
- Xylosandrus curtulus
- Xylosandrus cylindrotomicus
- Xylosandrus derupteterminatus
- Xylosandrus deruptulus
- Xylosandrus difficilis
- Xylosandrus discolor
- Xylosandrus diversepilosus
- Xylosandrus eupatorii
- Xylosandrus ferinus
- Xylosandrus fijianus
- Xylosandrus germanus
- Xylosandrus gravidus
- Xylosandrus hirsutipennis
- Xylosandrus improcerus
- Xylosandrus jaintianus
- Xylosandrus laticeps
- Xylosandrus mancus
- Xylosandrus mediocris
- Xylosandrus mesuae
- Xylosandrus metagermanus
- Xylosandrus morigerus
- Xylosandrus mutilatus
- Xylosandrus nanus
- Xylosandrus omissus
- Xylosandrus oralis
- Xylosandrus orbiculatus
- Xylosandrus pilula
- Xylosandrus posticestriatus
- Xylosandrus pseudosolidus
- Xylosandrus pusillus
- Xylosandrus pygmaeus
- Xylosandrus retusus
- Xylosandrus solidus
- Xylosandrus squamulatus
- Xylosandrus strumosus
- Xylosandrus subsimiliformis
- Xylosandrus subsimilis
- Xylosandrus terminatus
- Xylosandrus testudo
- Xylosandrus ursa
- Xylosandrus ursinus
- Xylosandrus ursulus
- Xylosandrus zimmermanni